# Drepanosticta hilaris
Drepanosticta hilaris är en trollsländeart som först beskrevs av Hagen in Selys 1860.  Drepanosticta hilaris ingår i släktet Drepanosticta och familjen Platystictidae. IUCN kategoriserar arten globalt som akut hotad. Inga underarter finns listade i Catalogue of Life.